# Hemorragia intraocular

Diagrama esquemático do olho humano

A hemorragia intraocular é um sangramento que acontece na parte interna do olho. É um problema ocular comum, todavia, em alguns casos pode ser grave, podendo desenvolver-se em qualquer parte do olho onde há vasculatura (pode ocorrer na câmera interior, cavidade vítrea, retina, coroide, espaço supracoroidal ou disco óptico). Deve ser tratado quando possível para impedir morbidades oculares maiores. Geralmente ocorre por traumas ou em associação com doença sistêmica, ou, em alguns poucos casos, ocorrer espontaneamente. A hemorragia é subdividida dependendo da região em que aconteceu, são classificadas as hemorragias: vítrea, supracoroidal, retinianas, disco ou Drance, e submacular.